# Wildfeuer, der schwarze Hengst
Wildfeuer, der schwarze Hengst ist ein US-amerikanischer Western aus dem Jahr 1948 von Ray Taylor mit Richard Arlen und Patricia Morison in den Hauptrollen. Der Film wurde von Crestwood Pictures produziert.

## Handlung
Mit ihrem Vater Pop und ihrer Schwester Pat leitet Judy Marlowe eine Pferderanch. Auf der Jagd nach dem Wildhengst Wildfire erleidet sie einen Unfall und wird von dem Herumtreiber Dobe Williams zurück zur Ranch gebracht. Die beeindruckte Pat bittet ihren Vater, Dobe Arbeit auf der Ranch zu geben, obwohl der selber hinter Wildfire her ist.
Frank Keller, Vormann auf der Marlowe-Ranch, hat im Saloon von Marty Quinn 6.000 Dollar verspielt. Da Quinn weiß, dass die Marlowes über 500 der besten Pferde haben, schlägt er Keller vor, Pop dazu zu bringen, die Pferde an ihn zu verkaufen. Pop ahnt jedoch, dass Quinn die Preise in die Höhe treiben will und verkauft die Pferde anderweitig. Quinn weist Frank darauf hin, dass Judy, der Frank den Hof macht, im Falle von Pops Tod die Ranch erben werde. 
In der Zwischenzeit haben sich Pat und Dobe angefreundet. Eines Nachts bricht Wildfire die Stangen einer Koppel durch und befreit so die Pferde. Während die Rancharbeiter die fliehenden Pferde einkreisen, schlägt Frank Pop nieder und lässt ihn zurück, damit er von den Pferden zu Tode getrampelt wird. Dobe kümmert sich aufmerksam um die trauernden Schwestern, was Frank eifersüchtig werden lässt. Er überzeugt Judy, die Herde an Quinn zu verkaufen. Pat erklärt Dobe, dass ihn der Verkauf nichts angehe, woraufhin Dobe die Ranch verlässt und weiterzieht. Pat und Judy reiten hinter Dobe her und überreden ihn zur Rückkehr.
Pat erfährt, dass ihr Vater die Pferde bereits verkauft und einen Teil des Kaufpreises erhalten hat. Sie kontaktiert Quinn, doch er verweigert die Rückgabe der Pferde. Um ihren Teil des Geschäftes mit dem anderen Käufer einhalten zu können, entschließen sich Pat und Dobe, Wildfire und seine Wildpferdeherde einzufangen. Judy, selber an Dobe interessiert, will einen Keil zwischen Pat und Dobe treiben. Dobe ist mit den Rancharbeitern erfolgreich und schon bald sind 300 Pferde auf der Marlowe-Ranch. Quinn gefällt das nicht und er erpresst Frank, damit der die Arbeiter betrunken macht und die Arbeit auf der Ranch verlangsamt. Zudem versucht Quinn die Arbeiter für sich abzuwerben, was Dobe verhindern kann und überzeugt sie, weiterhin Pat und Judy zu unterstützen.
Quinn, Frank und der Handlanger Dirk führen einen Angriff auf die Marlowe-Ranch an, bei dem Pat verletzt wird. Besorgt darüber, dass dabei Wildfire mit der Herde entkommen könnte, befiehlt Quinn Frank, die Herde einzufangen. Wildfire entgeht Franks Fangversuchen und trampelt ihn zu Tode. Auch Dobe will verhindern, dass der Hengst die Herde wegführt. Judy teilt ihm mit, dass Pat aus ihrer Bewusstlosigkeit erwacht ist und Quinn als Täter identifiziert hat. Quinn hat derweil Wildfire mit einem Schuss verletzt. Dobe kann die Herde zur Ranch zurückführen und macht sich auf die Suche nach Quinn und Dirk. Dobe erschießt Dirk und kann Quinn in einem Faustkampf besiegen. Auf der Ranch erholt sich Wildfire von seiner Verletzung. Als er wieder gesund ist, entlassen ihn Pat, Judy und Dobe in die Freiheit. Judy tritt zurück, damit Pat und Dobe heiraten können.

## Produktion

### Hintergrund
Gedreht wurde der Film von Mitte bis Ende Mai 1948 in den Vasquez Rocks.

### Stab
Archie R. Dalzell war bei diesem Film Kameratechniker.

### Besetzung
Der Hengst "Wildfeuer" wurde von den American Saddle Horse Highland Dale dargestellt.

## Veröffentlichung
Die Premiere des Films fand am 13. August 1948 statt. In der Bundesrepublik Deutschland kam er am 21. März 1952 in die Kinos, in Österreich im August 1952.

## Kritiken
Das Lexikon des internationalen Films schrieb: „Ein unzähmbares Wildpferd im Mittelpunkt eines ansprechend bebilderten Westerns.“
Anmerkung: Der im LdIF genannte Originaltitel Black Stallion war der Verleihtitel der Version, die im Vereinigten Königreich in den Verleih kam.